# Wude Ayalew
Wude Ayalew, född den 4 juli 1987 i Gojjam, är en etiopisk friidrottare som tävlar i långdistanslöpning.
Ayalew deltog på 5 000 meter vid VM för juniorer 2006 där hon slutade på en femte plats. Hon blev femma vid VM i terränglöpning 2009. Hon deltog vidare vid VM 2009 i Berlin där hon slutade trea på 10 000 meter efter Kenyas Linet Masai och landsmannen Meselech Melkamu.

## Personliga rekord
- 5 000 meter - 14.38,44
- 10 000 meter - 30.11,87